# Rhagastis confusa
Rhagastis confusa là một loài bướm đêm thuộc họ Sphingidae. Nó được tìm thấy ở miền bắc Ấn Độ, Nepal, miền bắc Thái Lan, tây nam Trung Quốc và miền bắc Việt Nam.
Sải cánh dài 84–90 mm. Nó giống với loài Rhagastis albomarginatus albomarginatus nhưng khác ở chỗ màu nền xanh lá cây ô liu.
Ấu trùng được ghi nhận ăn các loài Vitis ở Ấn Độ.

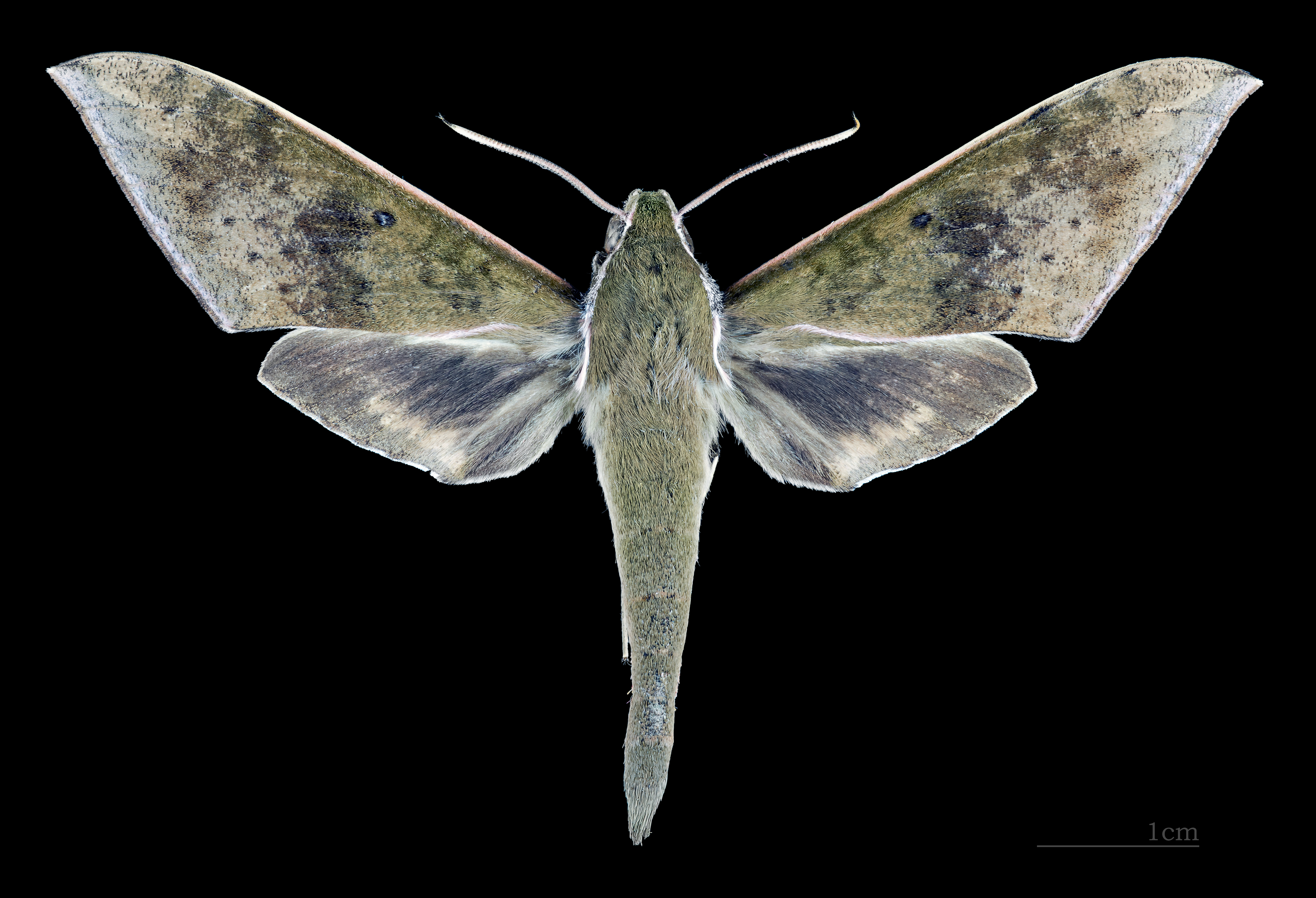
Rhagastis confusa  ♂
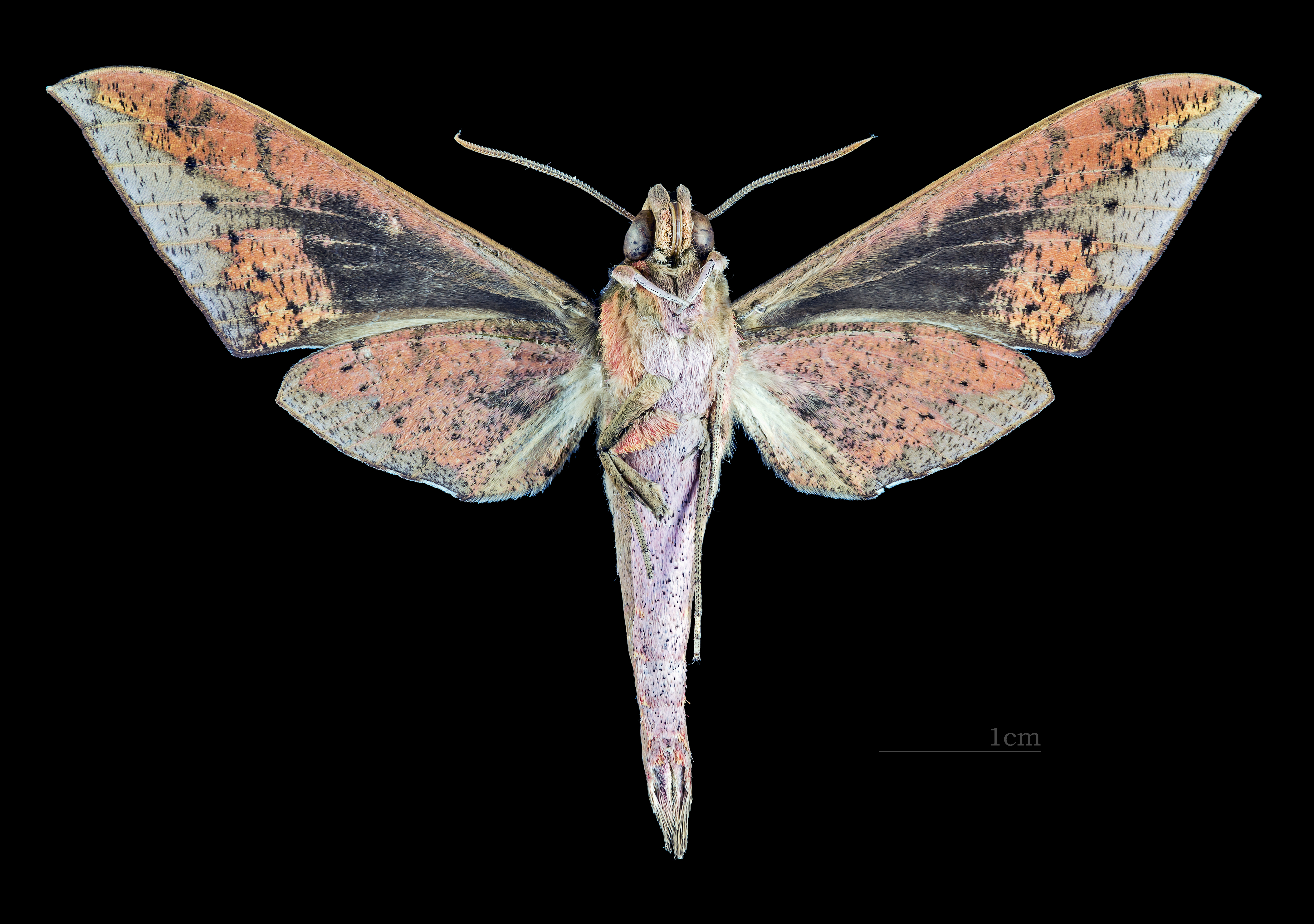
Rhagastis confusa  ♂ △